# Siege at Red River
Siege at Red River is een Amerikaanse western uit 1954 onder regie van Rudolph Maté. Destijds werd de film in Nederland uitgebracht onder de titel De slag aan de bloedrivier.

## Verhaal
Aan het eind van de Amerikaanse Burgeroorlog steelt de Zuidelijke kapitein Farraday een aantal geweren van de Noordelijken. Die geweren komen terecht in de handen van indianen. Ze willen ze gebruiken voor een aanval op een fort van de Noordelijken. Farraday geeft zich over aan de Noordelijken om de geweren terug te halen.

## Rolverdeling
| Acteur        | Personage                  |
| ------------- | -------------------------- |
| Van Johnson   | Kapitein Jim Farraday      |
| Joanne Dru    | Nora Curtis                |
| Richard Boone | Brett Manning              |
| Milburn Stone | Sergeant Benjamin Guderman |
| Jeff Morrow   | Frank Kelso                |
| Craig Hill    | Luitenant Braden           |
| Rico Alaniz   | Chief Yellow Hawk          |
| Robert Burton | Sheriff                    |
| Pilar Del Rey | Lukoa                      |
| Ferris Taylor | Anderson Smith             |
| John Cliff    | Sergeant Jenkins           |